# Neil Cheetham
Neil Cheetham (Sheffield, 19 augustus 1967) is een golfprofessional  uit Engeland. Hij heeft een paar jaar op de Europese Tour gespeeld en geeft nu les in Johannesburg.
Op veertienjarige leeftijd liep Cheetham met voetbal een knieblessure op, waarna hij op golf overstapte.

## Professional
Cheetham werd in 1985 professional, hij was toen nog 17 jaar maar had al handicap  +2. Na meerdere pogingen om via de Tourschool op de Europese Tour te komen, lukte dat eindelijk in 2001. Hij eindigde op de 154ste plaats van de Order of Merit en speelde daarna drie jaar op de Challenge Tour. Op de Tourschool van 2004 werd hij 31ste. Zijn beste resultaat in 2005 was een 2de plaats bij het Alfred Dunhill Kampioenschap, achter Charl Schwartzel. Ook werd hij dat jaar 15de bij het Portugees Open in Estoril. 
Cheetham woont nu in Johannesburg en speelt op de Vodacom Business Origins of Golf Tour en soms op de Sunshine Tour. In september 2011 deed hij mee aan de finale van de Vodacom Business Origins of Golf Tour en was de enige speler die een ronde zonder bogey maakte.